# Kalkowo
Kalkowo (Duits: Kalkowen; 1938-1945: Kalkau) is een plaats in het Poolse woiwodschap Ermland-Mazurië, in het district Gołdapski. De plaats maakt deel uit van de stad- en landgemeente Gołdap.